# Heinrich Theodor Rötscher
Heinrich Theodor Rötscher (* 20. September 1802 in Mittenwalde; † 9. April 1871 in Berlin) war ein deutscher Lehrer, Dramaturg und Ästhetiker.

## Leben
Rötscher war der einzige Sohn des Predigers Gottlieb Rötscher (* 1771; † 13. Mai 1847) und der Caroline Christine Rötscher, geb. Singer (* um 1777; † 2. November 1835). Dieser wurde an das Friedrichs-Waisenhaus nach Berlin versetzt. Deshalb genoss Rötscher seine gymnasiale Bildung am Gymnasium zum Grauen Kloster. Der Schauspieler Friedrich Wilhelm Lemm (1782–1837) weckte in dieser Zeit sein Interesse für Dramaturgie. Anschließend ging Rötscher zum Studium der Philologie und Philosophie an die Berliner Universität, an der er insbesondere unter August Boeckh und Georg Wilhelm Friedrich Hegel seine Studien absolvierte. Danach wechselte er vorübergehend an die Universität Leipzig zu Gottfried Hermann. An die Universität in Berlin zurückgekehrt wurde er dort 1825 mit der Dissertation Disinquistionis de Aristophanei ingenii principio pars prior zum Dr. phil. promoviert. Im selben Jahr erfolgte dort seine Habilitation, worauf er bis 1830 an der Berliner Universität als Privatdozent und außerordentliches Mitglied des philologischen Seminars unterrichtete.
Rötscher wechselte 1830 an das Königliche Gymnasium von Bromberg. Dort erhielt er eine Anstellung als Lehrer. Außerdem wurde ihm der Titel Professor verliehen, den er fortan bis an sein Lebensende führte. In Bromberg begann er seine schriftstellerische Arbeit; er war bereits Mitarbeiter der Jahrbücher für wissenschaftliche Kritik. Außerdem fiel in diese Zeit eine Reise nach Paris, bei der er am Theatre-Francais neue Eindrücke sammelte. 1845 erhielt er durch Samuel Heinrich Spiker die Möglichkeit Theaterkritiker bei der Spenerschen Zeitung in Berlin zu werden. Er nahm das Angebot an und verblieb dort bis zu seinem Ruhestand 1862.
Rötscher wurde 1847 durch Kulturminister Friedrich Eichhorn aufgefordert, einen Plan für eine staatliche Theaterschule in Berlin zu entwerfen. Sein Plan fand bei Minister Eichhorn, dem Intendanten des Königlichen Theaters Karl Theodor von Küstner und dem Dichter Ludwig Tieck Zustimmung. Dennoch wurde der Plan nicht umgesetzt.
Rötscher galt als einflussreicher Kritiker für Schauspieler, Schriftsteller, Komponisten und Sänger.

## Werke (Auswahl)
In den Jahren 1848 und 1849 gab er in 3 Bänden die Jahrbücher für dramatische Kunst und Literatur heraus.
- Aristophanes und sein Zeitalter: eine philologisch-philosophische Abhandlung zur Alterthumsforschung, Voss, Berlin 1827. (Digitalisat)
- Abhandlungen zur Philosophie der Kunst, 5 Bände, Duncker & Humblot, Berlin 1837–1847. (Digitalisat Band 1), (Band 2), (Band 3), (Band 4), (Band 5)
- Die Kunst der dramatischen Darstellung. In ihrem organischen Zusammenhange wissenschaftlich entwickelt. 3 Bände, Thome, Berlin 1841–1846. (Digitalisat Band 1), (Band 2), (Band 3)
- Kritiken und dramaturgische Abhandlungen. Engelmann, Leipzig 1859. (Digitalisat)